# Janusz Nel Siedlecki
Janusz Nel Siedlecki (ur. 1916, zm. 2000) – polski inżynier, więzień obozu KL Auschwitz i autor opowiadań obozowych.

## Życiorys
Absolwent I Państwowego Gimnazjum i Liceum im. Stefana Batorego w Warszawie (matura 1936). W listopadzie 1940 r. został osadzony w KL Auschwitz, gdzie spędził cztery lata i otrzymał numer obozowy 6643. Tam też poznał Tadeusza Borowskiego i Krystyna Olszewskiego, z którymi pod koniec wojny mieszkał w jednym obozowym bloku. W miarę zbliżania się Armii Czerwonej byli przenoszeni do kolejnych obozów, a ostatecznie w filii KL Dachau (KL München-Allach) zostali wyzwoleni 30 kwietnia 1945 r. przez oddziały 7 Armii USA. Po wyzwoleniu zaczął w obozie przejściowym spisywać wspomnienia z Auschwitz, potem dołączyli do niego Borowski i Olszewski, a te spisywane na świeżo historie zadedykowali żołnierzom 7 Armii.
W Dachau poznał się wraz z Borowskim i Olszewskim z grafikiem Anatolem Girsem, który przed wojną był współzałożycielem Oficyny Warszawskiej. Girs zaproponował im wydanie wspólnej książki poświęconej ich obozowemu życiu. Siedlecki napisał do niej trzy opowiadania: Między Solą a Wisłą, Lepiej nie chorować i Opowieść o pewnym stole, Olszewski dwa (Boję się nocy i Pięćsetka), a pozostałe były pisane wspólnie z Borowskim lub Borowski pisał je na podstawie ustnych relacji pozostałych dwóch autorów. Ich książka Byliśmy w Oświęcimiu ukazała się w Monachium nakładem utworzonej przez Girsa Oficyny Warszawskiej na Obczyźnie.
Po wydaniu książki Nel Siedlecki wyjechał z Niemiec do Wielkiej Brytanii, gdzie ukończył studia, po których został konstruktorem maszyn spożywczych i osiadł w Ilkley. W 1994 r. wydał wspomnienia Beyond Losy Dreams, w których opisał pobyt w Auschwitz oraz dzieciństwo w Polsce.
Po śmierci żony Eileen, popadł w depresję, zmarł w 2000 r.